# Jimramov (tvrz)
Tvrz Jimramov stávala na blíže neznámém místě v městysi Jimramov.

## Historie
Tvrz vznikla pravděpodobně krátce po přesídlení stařechovické větve pánů z Kunštátu na Vysočinu. První písemná zmínka pochází z 1392, kdy už ovšem stála. Podle historika Ludvíka Belcrediho došlo k výstavbě tvrze někdy mezi lety 1380–1390 za Erharta ze Skal (o něco přesněji mezi lety 1384–1391). Majitelé Jimramova však v této době sídlili na nedalekém hradě Štarkov a tvrz následně chátrala. Přesný rok zániku však není znám. Na listině Žofie, manželky Jana Tovačovského z Cimburka, z roku 1464 se uvádí její zděděná zboží – městečko Jimramov se dvorem, pobořený hrad Skály, Javorek, Ubušín, Sulkovec, Unčín a dále majetky v Pavlovicích a Pičulíně (zv. Lhota). Jelikož chybí zmínka o tvrzi, dá se usuzovat, že v té době již nestála. Další zmínka o tvrzi pochází až z roku 1588, kdy Pavel Katharyn z Katharu nechal na místě dnešního zámku vybudovat renesanční tvrz.
Ottův slovník naučný u Jimramova mimo jiné zmiňuje: „Roku 1350 jmenuje se J. městečkem s farním kostelem a tvrzí (hrad Jimramův), ku které náležel tehdy dvůr se mlýnem.“

## Lokace
Lokace tvrze není dodnes přesně známá. Nejpravděpodobněji se jeví dvě místa. První z nich je místo dnešního zámku (pravděpodobně někde v místech hospodářských budov). Tou druhou je ostrožna nad dnešním soutokem Svratky a Fryšávky (za rodným domem Viléma Mrštíka a Aloise Mrštíka). Ani u jedné z lokalit dosud nebyl proveden archeologický průzkum, tudíž se nedá přesné místo určit.